# Bowling aux Jeux olympiques d'été de 1988
Le bowling fait partie des cinq sports de démonstration présents au programme olympique officiel des Jeux olympiques d'été de 1988. Les quatre autres (badminton, baseball, judo féminin, taekwondo) sont devenus officiels par la suite.
La compétition majeure s'est déroulée le 18 septembre 1988 au Royal Bowling Center de Séoul sur 24 pistes. 12 hommes et 12 femmes ont participé à la compétition réservée aux joueurs amateurs qualifiés lors de tournois préolympiques  
Le matin, chaque joueur s'est affronté dans un tournoi toutes rondes et les joueurs étaient classés selon la somme des scores de chaque partie avec 10 points supplémentaire s'il avait remporté le match.
L'après-midi de la phase finale s'est déroulé selon le principe de stepladder (la demi-finale oppose le 2e au 3e, puis le gagnant affronte le 1er en finale). 
Plus de 1000 tickets ont été vendus.

## Classement final
Le bowling étant un sport de démonstration, les médailles ne sont pas décomptées par le Comité international olympique.
| Épreuves | Or              | Argent              | Bronze           |
| -------- | --------------- | ------------------- | ---------------- |
| Hommes   | Kwon Jong Yul   | Jack Wong Loke Chin | Tapani Peltola   |
| Femmes   | Arianne Cerdeña | Atsuko Asai         | Annikki Maattola |

## Compétition Hommes
Phase préliminaire
| Place | Participant               | Points |
| ----- | ------------------------- | ------ |
| 1     | Jack Wong Loke Chin (SIN) | 2435   |
| 2     | Kwon Jong-Yul (KOR)       | 2333   |
| 3     | Tapani Peltola (FIN)      | 2274   |
| 4     | Philippe Dubois (FRA)     | 2261   |
| 5     | Kanesumi Mori (JPN)       | 2248   |
| 6     | Mark Lewis (USA)          | 2237   |
| 7     | Luis Valezx (PUR)         | 2209   |
| 8     | T.C. Cheng (TPE)          | 2165   |
| 9     | Walter Costsa (BRA)       | 2154   |
| 10    | Wolfgang Strupf (FRG)     | 2101   |
| 11    | Christer Danielsson (SWE) | 2084   |
| 12    | Marcos Brosens (ARG)      | 2032   |

Phase finale
|  | Demi-finales              | Demi-finales              | Demi-finales        | Demi-finales        |     |     | Finale | Finale | Finale | Finale |
|  |                           |                           |                     |                     |     |     |        |        |        |        |
|  |                           |                           |                     |                     |     |     |        |        |        |        |
|  |                           |                           |                     |                     |     |     |        |        |        |        |
|  |                           |                           |                     |                     |     |     |        |        |        |        |
|  |                           |                           |                     |                     |     |     |        |        |        |        |
|  | Jack Wong Loke Chin (SIN) | Jack Wong Loke Chin (SIN) | 194                 | 223                 |     |     |        |        |        |        |
|  | Jack Wong Loke Chin (SIN) | Jack Wong Loke Chin (SIN) | 194                 | 223                 |     |     |        |        |        |        |
|  |                           |                           | Kwon Jong-Yul (KOR) | Kwon Jong-Yul (KOR) | 236 | 194 |        |        |        |        |
|  | Kwon Jong-Yul (KOR)       | Kwon Jong-Yul (KOR)       | Kwon Jong-Yul (KOR) | Kwon Jong-Yul (KOR) | 236 | 194 | 177    | 177    |        |        |
|  | Kwon Jong-Yul (KOR)       | Kwon Jong-Yul (KOR)       |                     |                     |     |     |        | 177    |        |        |
|  | Tapani Peltola (FIN)      | Tapani Peltola (FIN)      | 165                 | 165                 |     |     |        |        |        |        |
|  | Tapani Peltola (FIN)      | Tapani Peltola (FIN)      | 165                 | 165                 |     |     |        |        |        |        |

## Compétition Femmes
Phase préliminaire
| Place | Participant                     | Points |
| ----- | ------------------------------- | ------ |
| 1     | Arianne Cerdena (PHI)           | 2354   |
| 2     | Annikki Maattola (FIN)          | 2315   |
| 3     | Atsuko Asai (JPN)               | 2281   |
| 4     | Jane Amlinger (CAN)             | 2271   |
| 5     | Mette Hermansen (NOR)           | 2258   |
| 6     | Gabriela Bigai (VEN)            | 2158   |
| 7     | Debbie McMullen (USA)           | 2137   |
| 8     | Kimberley Coote (ENG)           | 2125   |
| 9     | Annemiek van den Boogaart (NED) | 2116   |
| 10    | Edda Piccini (MEX)              | 2105   |
| 11    | Carol Gianotti (AUS)            | 2103   |
| 12    | Song Kyung-Mi (KOR)             | 1871   |

Phase finale
|  | Demi-finales           | Demi-finales           | Demi-finales      | Demi-finales      |     |     | Finale | Finale | Finale | Finale |
|  |                        |                        |                   |                   |     |     |        |        |        |        |
|  |                        |                        |                   |                   |     |     |        |        |        |        |
|  |                        |                        |                   |                   |     |     |        |        |        |        |
|  |                        |                        |                   |                   |     |     |        |        |        |        |
|  |                        |                        |                   |                   |     |     |        |        |        |        |
|  | Arianne Cerdena (PHI)  | Arianne Cerdena (PHI)  | 180               | 249               |     |     |        |        |        |        |
|  | Arianne Cerdena (PHI)  | Arianne Cerdena (PHI)  | 180               | 249               |     |     |        |        |        |        |
|  |                        |                        | Atsuko Asai (JPN) | Atsuko Asai (JPN) | 198 | 211 |        |        |        |        |
|  | Atsuko Asai (JPN)      | Atsuko Asai (JPN)      | Atsuko Asai (JPN) | Atsuko Asai (JPN) | 198 | 211 | 209    | 209    |        |        |
|  | Atsuko Asai (JPN)      | Atsuko Asai (JPN)      |                   |                   |     |     |        | 209    |        |        |
|  | Annikki Maattola (FIN) | Annikki Maattola (FIN) | 187               | 187               |     |     |        |        |        |        |
|  | Annikki Maattola (FIN) | Annikki Maattola (FIN) | 187               | 187               |     |     |        |        |        |        |

## Source
- Flashback: Seoul Olympics 1988